# Seidi Haarla
Seidi Haarla est une actrice finlandaise.

## Biographie
Son père Teuri Haarla (fi) s'adonne à l'art environnemental.
Adolescente, elle lisait les livres de Rosa Liksom, dont l'un inspirera Juho Kuosmanen pour Compartiment n° 6
Elle a un tatouage sur le bras droit, qu'on aperçoit brièvement dans Compartiment n° 6 et qu'on peut revoir ici.
Selon le dossier de presse de Compartiment n° 6, Seidi Haarla est née à Kirkkonummi et réside actuellement à Turku.
Seidi Haarla aurait fait ses débuts en 2004 au Théâtre étudiant d'Helsinki avant de poursuivre à l'Institut d'État russe des arts de la scène en 2005 et 2006. Elle a également étudié le théâtre à l’École supérieure de théâtre d'Helsinki, dont elle a été diplômée en 2015.

## Filmographie

### Cinéma
- 2021 : Compartiment no 6 de Juho Kuosmanen
- 2019 : Tottumiskysymys de Reetta Aalto, Alli Haapasalo, Anna Paavilainen, Kirsikka Saari, Miia Tervo, Elli Toivoniemi, Jenni Toivoniemi

### Télévision
- 2017 : Myrskyn jälkeen (fi)
- 2023 : Maria Kallio (fi)

## Théâtre
Source : traductions supposées du dossier de presse
- 2014 :  The Trauma Body avec sa sœur Ruusu, née en 1989, diplômée en dramaturgie[3]
- 2020 :  New Childhood

## Récompenses
- 2021 : Shooting Star de la Berlinale
- 2021 : 34e cérémonie des prix du cinéma européen, meilleure actrice